# 시드니 스완스
시드니 스완스(영어: Sydney Swans)는 오스트레일리안 풋볼 리그 (AFL)에 소속된 오스트레일리아의 오스트레일리안 풋볼 클럽이다. 빅토리아주 시드니에 연고지를 두고 있으며, 시드니 크리켓 그라운드를 구장으로 사용한다.